# Majella (bergmassief)
De Majella (ook wel als Maiella geschreven) is het op een na hoogste bergmassief van de Apennijnen. Het massief ligt in de regio Abruzzo op het punt waar de provincies Pescara, Chieti en L'Aquila samenkomen. Het hoogste punt wordt gevormd door de Monte Amaro (2793 m). Andere hoge toppen zijn de Monte Acquaviva (2737 m), Monte Focalone (2676 m), Monte Rotondo (2656 m) en de Monte Macellaro (2646 m).
In het voornamelijk uit kalksteen bestaande gebergte is een groot aantal gemarkeerde wandelingen uitgezet. Ook voor wandelaars is de top zonder al te grote problemen te bereiken. De moeilijkheid zit hem in de lange duur van de tocht (zo'n 10 uur). Bij helder weer zijn vanaf de Monte Amaro de Tremitische Eilanden goed te zien.
Het massief wordt doorsneden door diepe kloven zoals de Valle Serviera. Op de hellingen liggen dichte bossen waarin een grote aantal diersoorten leven waaronder de wolf. Vanwege de bijzondere flora en fauna kreeg het gebied in 1991 de status van nationaal park Majella.

## Nationaal park
Nationaal park Majella omvat het gehele Majella-massief, maar het park is veel groter. Aan de oostelijke hellingen valt de grens van het park samen met de grens van het massief.

### Bezienswaardigheden
- In Sant'Eufemia a Maiella is een botanische tuin (op 900 m hoogte).
- Er zijn twee grotten te bezoeken met interessante karstverschijnselen.

## Wielrennen
De beklimming van de Blockhaus (2140 m) is bekend in de wielersport. In de Ronde van Italië wordt meestal gefinisht op 1665 m hoogte. De beklimming is 13,7 km lang met een gemiddelde stijging van 8,5%. In 1967 behaalde Eddy Merckx op de Blockhaus zijn eerste etappezege in een grote ronde. Toen Merckx na zijn carrière een eigen fietsmerk begon, noemde hij een van de modellen Blockhaus 67.
| Jaar | Etappe | Datum   | Winnaar            |
| ---- | ------ | ------- | ------------------ |
| 1967 | 12e    | 31 mei  | Eddy Merckx        |
| 1968 | 21e    | 11 juni | Franco Bitossi     |
| 1972 | 4A     | 24 mei  | José Manuel Fuente |
| 1984 | 5e     | 22 mei  | Moreno Argentin    |
| 2006 | 8e     | 14 mei  | Ivan Basso         |
| 2009 | 17e    | 27 mei  | Franco Pellizotti  |
| 2017 | 9e     | 13 mei  | Nairo Quintana     |
| 2022 | 9e     | 15 mei  | Jai Hindley        |

Op 13 juli 2024 werd de Blockhaus voor het eerst beklommen in de Ronde van Italië voor vrouwen.
| Jaar | Etappe | Datum   | Winnares      |
| ---- | ------ | ------- | ------------- |
| 2024 | 7e     | 13 juli | Neve Bradbury |